# Fréquence allélique
Pour les articles homonymes, voir fréquence (homonymie).

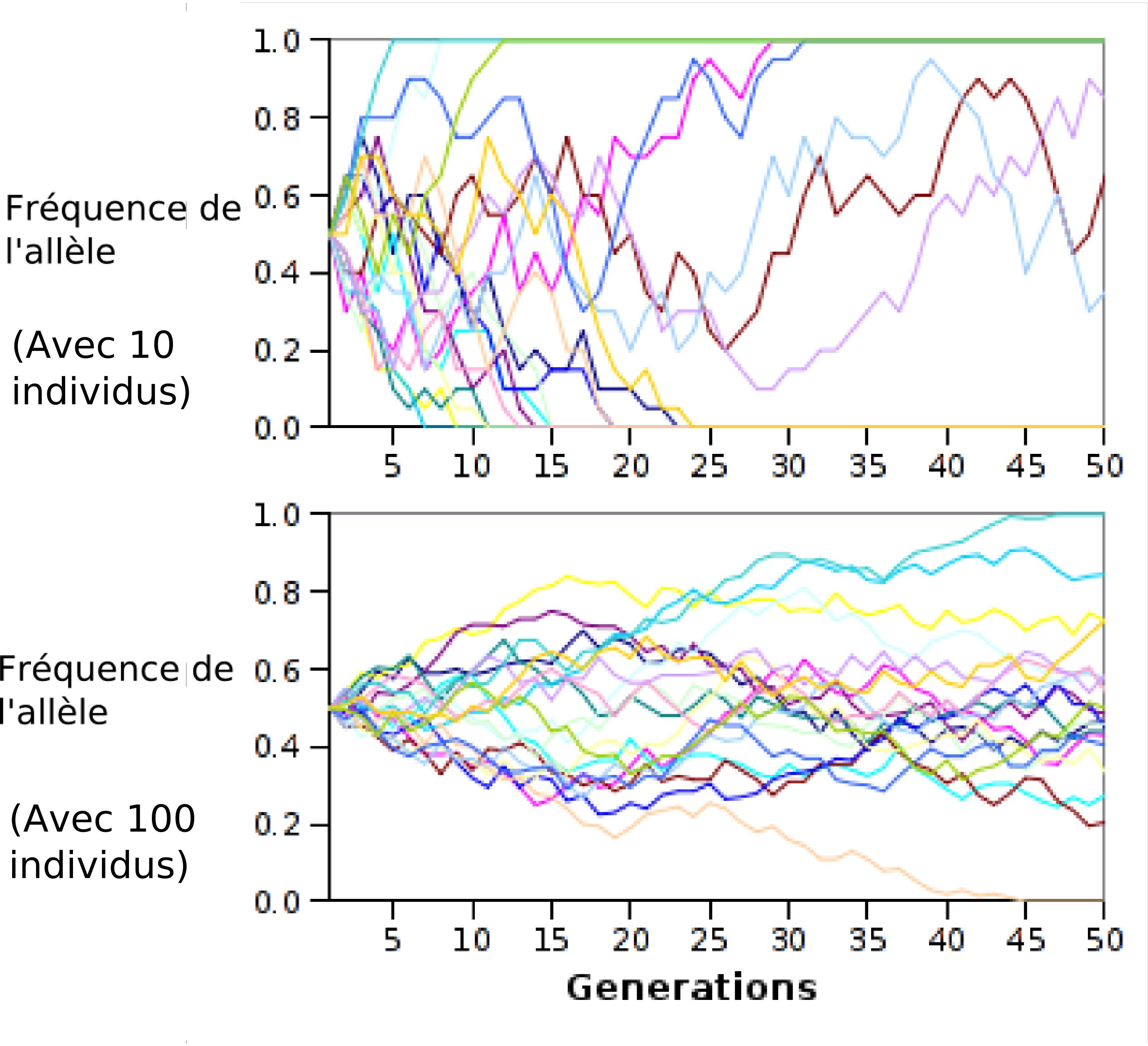
Variation relative de la fréquence allélique

La fréquence allélique est la fréquence à laquelle se trouve l'allèle d'un variant dans une population. Habituellement, on l'exprime comme une proportion ou un pourcentage. La somme des fréquences alléliques de tous les allèles d'un gène dans une population est donc par définition égale à 1. En génétique des populations, les fréquences alléliques représentent la diversité génétique au niveau  de la population, ou de l'espèce.

## Définitions
1. Le locus d'un gène sur un chromosome est l'endroit précis où se situe ce gène sur le chromosome. Ainsi, le locus des gènes A, B, O du système ABO est en 9q34.1-q34.2, c'est-à-dire autosome n° -9-, bras long -q-, bande -34-, sous-bandes 1 et 2.
2. Chez les individus diploïdes, il y a deux allèles du même gène à un locus donné situé sur les autosomes, un allèle d'origine paternelle, le second d'origine maternelle. Ces allèles peuvent être semblables chez un sujet dit homozygote ou identiques par descendance en cas de consanguinité, ou différents chez le sujet hétérozygote.
3. Deux locus proches génétiquement liés constituent un haplotype.
4. Il existe très souvent, et c'est en fait la règle, des variations / allèles du gène. Ainsi plus de cent variants de l'hémoglobine sont connus, dont quelques-uns seulement sont pathologiques.

Ainsi, en ce qui concerne les autosomes, si la fréquence d'un allèle est, par exemple, de 20 % dans une population donnée, alors sur l'ensemble des membres de cette population, un chromosome sur cinq portera cet allèle, et quatre sur cinq seront occupés par d'autres variantes du gène. Si l'allèle se distribue aléatoirement, hypothèse de panmixie, alors le carré de  Reginald Punnett, s'applique : 32 % de la population sera hétérozygote pour l'allèle (c'est-à-dire portera une copie de l'allèle et une copie d'un autre allèle dans chaque cellule somatique), et 4 % sera homozygote avec cet allèle (portera deux copies de l'allèle). Ainsi, cela signifie que 36 % des individus diploïdes porteront au moins un allèle de fréquence 20 %. Cependant, les allèles ne se distribuent aléatoirement que sous certaines conditions, dont l'absence de sélection. Quand ces conditions sont vérifiées, on dit que la population vérifie le modèle de Hardy-Weinberg.
Les fréquences de chacun des allèles d'un gène donné sont représentées sur un histogramme des fréquences alléliques. La génétique des populations étudie les différentes causes des changements dans la distribution et la fréquence d'allèles - en d'autres termes, de son évolution. En plus de la sélection, ces causes incluent les dérives génétiques, les mutations génétiques et les migrations.

## Calcul des fréquences alléliques à partir des fréquences génotypiques
Si {\displaystyle f(''AA'')}, {\displaystyle f(''Aa'')} et {\displaystyle f(''aa'')} sont les fréquences des trois génotypes à un locus donné avec deux allèles, alors la fréquence p de l'allèle A et la fréquence q de l'allèle a sont obtenues en comptant les allèles. Comme chaque homozygote AA ne contient que des allèles A, et comme la moitié des allèles des hétérozygotes Aa sont des allèles A, la fréquence totale p des allèles A dans la population est égale à
{\displaystyle p=f(\mathbf {AA} )+{\frac {1}{2}}f(\mathbf {Aa} )=}fréquence de A
De même, la fréquence q de l'allèle a est donnée par
{\displaystyle q=f(\mathbf {''aa''} )+{\frac {1}{2}}f(\mathbf {Aa} )=}fréquence de a
On s'attend à ce que p et q soient de somme 1, vu qu'ils sont les fréquences des deux seuls allèles présents. Et c'est le cas :
{\displaystyle p+q=f(\mathbf {AA} )+f(\mathbf {aa} )+f(\mathbf {Aa} )=1}
Et on obtient alors :
{\displaystyle q=1-p} et {\displaystyle p=1-q}
S'il y a plus de deux allèles différents, la fréquence de chaque allèle est simplement la fréquence de son homozygote plus la moitié de la somme des fréquences des hétérozygotes dans lesquels il apparaît.
La fréquence allélique peut toujours être calculée à partir de la fréquence génotypique, tandis que l'inverse demande en plus que les conditions de la loi de Hardy-Weinberg de panmixie soient vérifiées. C'est dû en partie au fait qu'il y a trois fréquences génotypiques et deux fréquences alléliques.

## Exemple de population
Considérons une population de dix individus et un gène donné avec deux allèles possibles A et a. Supposons que les génotypes des individus sont les suivants :
AA, Aa, AA, aa, Aa, AA, AA, Aa, Aa, et AA
Alors les fréquences alléliques p de A et q de a, avec p+q=1, sont :
{\displaystyle p=prob_{A}={\frac {2+1+2+0+1+2+2+1+1+2}{20}}=0.7},
{\displaystyle q=prob_{a}={\frac {0+1+0+2+1+0+0+1+1+0}{20}}=0.3}.
Donc si on choisit un chromosome ou un gamète, ce qui revient au même, au hasard dans l'ensemble de cette population, il a 70 % de chance de porter cet allèle A et 30 % de chance de porter l'allèle a. Par ailleurs, 9 individus sur dix soit 90 % sont porteurs d'au moins un allèle A. Ce qui montre que l'exemple choisi n'est pas très éloigné de la loi de Hardy-Weinberg, dont on attend qu'un individu choisi au hasard ait 0,7*0,7 +2*0,7*0,3 soit 91 % de chances d'être porteur d'au moins un allèle A et d'être de phénotype A si A est dominant.

## L'effet de la mutation
Soit ú le taux de mutation d'un allèle A vers un allèle a (la probabilité qu'une copie du gène A soit transformée en a pendant une réplication de l'ADN avant la méiose). Soit {\displaystyle p_{t}} est la fréquence de l'allèle A à la génération t, et {\displaystyle q_{t}=1-t} la fréquence de l'allèle a à la génération t. S'il n'y a pas d'autre cause de changement dans les fréquences des gènes (par exemple, pas de sélection naturelle), alors le changement dans la fréquence allélique en une génération est 
{\displaystyle \Delta p_{t}-p_{t-1}=\left(p_{t-1}-{\acute {u}}p_{t-1}\right)-p_{t-1}=-{\acute {u}}p_{t-1}}
où {\displaystyle p_{t-1}} est la fréquence de la génération précédente. Ceci nous montre que la fréquence de A décroît (et la fréquence de a croît) proportionnellement au rapport de mutation ú et à la proportion p des gènes qui peuvent encore être mutés. Ainsi, {\displaystyle \Delta p} diminue quand la fréquence de p diminue, car il y a de moins en moins d'allèles A à muter en a. Sur n génération, on a approximativement :
{\displaystyle p_{n}=p_{0}e^{-n{\acute {u}}}}

## Effet de la pression de sélection
Il peut exister un avantage sélectif d'un allèle par rapport à un autre. Cas par exemple de l'hémoglobine S ou du gène FY*-1,-2 vis-à-vis du paludisme. Un tel sujet hétérozygote aura statistiquement un taux de fécondité supérieur à celui du sujet homozygote.
Considérons, avec Albert Jacquard, que «les valeurs sélectives σij des divers génotypes (d'allèles i et j) sont des nombres proportionnels aux probabilités de survie, entre la conception et l'âge adulte, des individus ayant ces génotypes.»
Calculons alors l'évolution des fréquence géniques obtenues à la génération suivante.